# Fors kyrka, Jämtland
Fors kyrka är en kyrkobyggnad i samhället Bispgården i östra Jämtland och församlingskyrka i Fors församling i Härnösands stift. Kyrkan ligger på mark som hör till Fors prästbord (tidigare kallat Prästbordet) i Fors socken.

## Kyrkobyggnaden
Gamla kyrkan från 1500-talet var vid slutet av 1700-talet liten och rätt så förfallen. 1811 anlitade man Simon Geting för att uppföra en ny kyrka. Grunden lades 1814 men det dröjde ända till 1833 innan byggnadsarbetet fortsatte. Nuvarande kyrka färdigställdes av sonen Lars David Geting och invigdes 1839. Gamla kyrkan som stod ett stycke söder om den nya revs 1834. En restaurering genomfördes åren 1922-1925 efter program av arkitekt Gustav Holmdahl. Bland annat utvidgades koret och en bänkrad togs bort.
Klockstapeln, som fortfarande är i bruk, stod färdig 1765.

## Inventarier
- Tavla av Olle Hjortzberg.
- Altartavla av Göran Sundin med tetragrammet JHWH mitt i den stora solsymbolen.
- En dopängel är tillverkad 1837 av Pehr Carlsson.

### Orgel
- 1773 skänktes ett positiv till kyrkan och sattes upp av Petter Qvarnström, Sundsvall. Det var troligen en kistorgel från 1600-talet. 1783 lagades orgeln av Petter Skogman.[1] Orgeln såldes 1829 till Ljustorps kyrka.
- 1861 byggde Johan Gustaf Ek, Torpshammar en orgel med 8 stämmor. 1895 utökades orgeln med en självständig pedalstämma. 1923 såldes orgeln till Marieby kyrka.
- 1924 byggde Gebrüder Jehmlich, Dresden, Tyskland en orgel med 15 stämmor, två manualer och pedal. Orgeln omdisponerades 1954 av E. A. Setterquist & Son Eftr, Örebro.
- Den nuvarande orgeln byggdes 1973 av Gustaf Hagström Orgelverkstad AB i Härnösand. Orgeln är mekanisk med slejflådor och har ett tonomfång på 56/30. Fasaden är från 1861 års orgel.

| Huvudverk I       | Svällverk II      | Pedal                   | Koppel |
| Rörflöjt 8´       | Gedackt 8'        | Subbas 16´              | I/P    |
| Principal 4´      | Spetsgamba 4'     | Borduna 8´              | II/P   |
| Gedacktflöjt 4'   | Rörflöjt 4'       | Koralbas 4'             | II/I   |
| Waldflöjt 2'      | Oktava 2'         | Rauschpfeife III 2 2⁄3' |        |
| Mixtur III 1 1⁄3' | Terzian III 1'    |                         |        |
| Dulcian 8'        | Tremulant         |                         |        |
| Tremulant         | Crescendosvällare |                         |        |

#### Kororgel
1986 byggdes en kororgel av Johannes Menzel Orgelbyggeri AB, Härnösand. Orgeln är mekanisk med slejflåda och har ett tonomfång på 56/27.
| Manual            | Pedal      | Koppel  |
| Trägedackt 8'     | Subbas 16´ | Man/Ped |
| Rörflöjt 4'       |            |         |
| Oktava 2'         |            |         |
| Kvinta 1 1⁄3'     |            |         |
| Crescendosvällare |            |         |